# Chamerernebti II
Chamerernebti II was een koningin uit de 4e dynastie van het oude Egypte. Ze was een dochter van farao Chefren en koningin Chamerernebti I. Ze huwde met haar broer Menkaura en ze was een moeder van prins Chuenre.

## Familie
Op haar graftombe wordt gezegd dat Chamerernebti II de dochter is van Chamerernebti I. Van Chamerernebti I wordt gedacht dat ze de moeder is van Menkaure en dus een vrouw is van Farao Chefren. Deze veronderstelling is gefudeerd op een gedeeltelijk opschrift op een vuurstenen mes in de dodentempel van Menkaure. Dit zou kunnen impliceren dat Chamerernebti II de dochter was van farao Chefren en Chamerernebti I.
Chamerernebti II was de moeder van Chuenre, de zoon van de farao, waarvan wordt gedacht dat hij de zoon was van Menkaura. Dit suggereert dat Chamerernebti II getrouwd zou zijn geweest met haar broer Menkaura.

## Begraafplaats
Chamerernebti II wordt vernoemd in teksten en op een standbeeld die gevonden werd in de Galarza tombe in Gizeh. Deze tombe bevindt zich in het Centraal gebied dat deel uitmaakt van de Necropolis van Gizeh. De tombe kan oorspronkelijk gebouwd geweest zijn voor Chamerernebti I, maar ze werd afgewerkt voor haar dochter Chamerernebti II. De balk boven de ingang naar de kapel bevat een opschrift die zowel Chamerernebti I als haar dochter Chamerernebti II vermeldt:

Moeder van de Koning van Boven- en Beneden-Egypte, Dochter van (de koning van Boven- en Beneden-Egypte, en de dochter van) de God, Zij die Horus en Seth zien, Grote een van de hetes-scepter, Iemand met grote eer, Priesteres van Djehuty, Priesteres van Tjasepef, de zeer geliefde Vrouw van de Koning, dochter van de koning, van zijn lichaam, vereerde meesteres, geëerd door de Grote God, Chamerernebti (I).
Haar oudste dochter, Zij die Horus en Seth ziet, Grote een van de hetes-scepter, Iemand met grote eer, Priesteres van Djehuty, Priesteres van Tjazepef, Iemand die zit naast Horus, Zij die verenigd is met een geliefde van de twee dames, zeer geliefde Vrouw van de Koning, de dochter van zijn lichaam, vereerde meesteres, geëerd door haar vader, Chamerernebti (II).

Het is mogelijk dat ze werd begraven in ofwel piramide G3a of in G3b (aanvullende piramides op de piramide van Menkaura).
Een latere toevoeging werd gemaakt voor het graf bij de begrafenis van Sekhemre de zoon van de koning. Er is gesuggereerd dat hij ofwel een zoon of kleinzoon was van Chamerernebti II. Het is echter ook mogelijk dat zijn graf dateert uit een latere periode en ingevoegd is.
- Library of Congress Control Number: no2015085552
- Virtual International Authority File: 316565383